# Zoé Valdés
Zoé Valdés és una escriptora cubana d'ascendència xinesa que va néixer a l'Havana el 2 de maig de 1959 any del triomf de la revolució castrista. Ha escrit poesia, novel·la i guions de cinema. Té la nacionalitat espanyola i francesa.

## Biografia
Zoé va estudiar pedagogia però no va acabar aquesta carrera. Va matricular-se a la Facultat de Filologia de l'Havana que tampoc va acabar. Va estudiar a l'Alliance Française París i també Economia i Art. De 1984 al 1988 va treballar a la delegació de Cuba a la UNESCO (París) i durant uns mesos a l'Oficina Cultural de la Missió de Cuba a la capital francesa. Durant uns anys fou cap de Redacció i sots-directora de la revista “Cine Cubano “(1990-1995). També fou guionista de l'Institut Cubà d'Art i Indústria Cinematogràfiques (ICAIC). El 22 de gener de 1995 s'exilià a París on va establir la residència. Dissident de l'actual règim cubà. Ha rebut diversos premis relacionats amb la literatura i el cinema. S'ha casat en tres ocasions.

## L'avi xinès de Zoé Valdés
En la seva novel·la La eternidad del instante, guanyadora del III Premi de Novel·la Ciutat de Torrevella Zoé Valdés, en el capítol 20, recrea la història del seu avi, per part materna, Mo Ying. En tercera persona narra com Ying va arribar a Mèxic procedent de Guandong i es va veure obligat a canviar de nom i es dirà Maximiliano Megía. Més endavant arribà a l'Havana. L'àvia, d'origen irlandès, l'abandonà amb cinc fills per dedicar-se al teatre. Amb uns 45 anys l'avi va deixar pràcticament de parlar.

## Obres
- 1982.- "Respuestas para vivir"
- 1986.- "Todo para una sombra"
- 1986.- "Vagón para fumadores"
- 1993.- "Sangre azul"
- 1995.- "La nada cotidiana",
- 1996.- "Vagón para fumadores"
- 1996.- "Cólera de ángeles"
- 1996.- "La ira"
- 1996.- "Te di la vida entera"
- 1997.- "Café nostalgia"
- 1997.- "La sombra de La Habana"
- 1997.- "Los poemas de La Habana"
- 1998.- "Traficantes de belleza"
- 1999.- "Cuerdas para el lince"
- 1999.- "Los aretes de la luna"
- 1999.- "Querido primer novio"
- 2000.- "El pie de mi padre"
- 2000.- "Milagro en Miami"
- 2002.- "Breve beso de la espera"
- 2002.- "Los misterios de La Habana"
- 2003.- "Lobas de mar"
- 2003.- "Luna en el cafetal"
- 2004.- "La eternidad del instante"
- 2005.- "Cuentos de La Habana"
- 2006.- "Bailar con la vida"
- 2007.- "La cazadora de astros"
- 2008.- "El ángel azul"
- 2008.- "La ficción Fidel"
- 2009.- "Anatomía de la mirada"
- 2009.- "Una novelista en el Museo del Louvre"
- 2010.- "El todo cotidiano"
- 2013.- "La mujer que llora"

La seva obra ha estat traduïda a diversos idiomes.